# Maria Popistașu
Alina-Maria Popistașu (* 21. Januar 1980 in Bukarest) ist eine rumänische Schauspielerin.

## Biografie
Maria Popistașu besuchte eine Kunsthochschule mit Theaterschwerpunkt. Nach ihrem Schulabschluss 1998 wechselte sie an die Nationaluniversität der Theater- und Filmkunst in Bukarest. Während ihrer Studienzeit arbeitete sie drei Jahre mit dem Bukarester Nationaltheater zusammen. Sie spielte u. a. die Sascha in Tolstois Der lebende Leichnam und war als Irina in Tschechows Drei Schwestern zu sehen.
Ihre Schauspielausbildung beendete Popistașu 2002. Zwei Jahre später bekleidete sie eine tragende Nebenrolle in Gillies MacKinnons preisgekröntem Fernsehmehrteiler Gunpowder, Treason & Plot (2004), in der sie an der Seite von Catherine McCormack als Lady Marie agierte. Einem breiten britischen Publikum wurde sie noch im selben Jahr durch David Yates’ zweiteiliges Fernsehspiel Sex Traffic bekannt, für das sie in Bukarest bei einem Casting entdeckt worden war. In dem vierstündigen Drama, das in Rumänien und London abgedreht wurde, schlüpfte sie gemeinsam mit ihrer Landsfrau Anamaria Marinca in die Rollen von zwei moldawischen Schwestern, denen eine bessere berufliche Zukunft in London versprochen wird. Tatsächlich geraten die Mädchen an Menschenhändler, die die beiden Schwestern quer durch Rumänien, Serbien, Albanien, Italien nach Großbritannien verschleppen und sie zwingen, der Prostitution nachzugehen. Der kanadisch-britische Koproduktion (produziert von CBC und Channel 4) war Erfolg bei internationalen Kritikern beschieden, die Yates Studie als deprimierenden und glaubwürdigen Blick auf die schmutzige Realität des Geschäfts der sexuellen Sklaverei und Korruption werteten. Ebenso im Fokus der Kritiker stand die Schauspielleistung der beiden unbekannten rumänischen Darstellerinnen. Der Part der Vara, der jüngeren und naiveren der beiden verschleppten Schwestern, die später zur Handlangerin der Menschenhändler wird, brachte Popistașu im November 2005 den kanadischen Gemini Award als Beste Nebendarstellerin ein.
Nach diesem Erfolg konzentrierte sich die Schauspielerin auf eine Filmkarriere und feierte ihr Kinodebüt in Jörg Kalts Crash Test Dummies (2005). In der Tragikomödie, die im Rahmen der 55. Filmfestspiele von Berlin aufgeführt wurde, schlüpfte sie in die Rolle der rumänischen Autoschieberin Ana, die gemeinsam mit einem Landsmann (gespielt von Bogdan Dumitrache) in Wien strandet. Ein Jahr später war sie erneut auf der Berlinale mit dem Drama Legături bolnăvicioase (internationaler englischsprachiger Titel: Love Sick) des rumänischen Regisseurs Tudor Giurgiu vertreten, in dem sie die lebenslustige Studentin Kiki spielt, die sich auf eine Affäre mit einer schüchternen Kommilitonin (gespielt von Ioana Barbu) einlässt. Die erste Rolle in einem rumänischen Spielfilm brachte ihr einen Preis auf dem Filmfestival Anonimul in Sfântu Gheorghe ein. 2007 wurde sie für ihre Darstellung bei den 57. Filmfestspielen von Berlin als erste rumänische Schauspielerin mit dem Shooting Star Award ausgezeichnet. Im selben Jahr war sie in dem belgischen Film Man zkt vrouw von Miel Van Hoogenbemt zu sehen. Hier schlüpfte sie in die weibliche Hauptrolle der jungen und aufgeweckten rumänischen Haushaltskraft Alina, die zum Objekt der Begierde eines pensionierten belgischen Schuldirektors (gespielt von Jan Decleir) avanciert.
Eine ähnliche Rolle übernahm sie in Hans Steinbichlers deutscher Spielfilmproduktion Die zweite Frau (2008). In dem Drama ist sie an der Seite von Monica Bleibtreu als illusionslos gewordene Partnerin eines scheuen, unbeholfenen und viel älteren Tankstellenbesitzers aus der deutschen Provinz (gespielt von Matthias Brandt) zu sehen, den sie über eine Partnervermittlung in Rumänien kennengelernt hat. Filmkritiker Björn Wirth (Berliner Zeitung) lobte Popistașu daraufhin als „Entdeckung“ des Films. „Die 28-jährige Rumänin macht so viel mit so wenig, sie ist extrem wandlungsfähig und wirkt dabei kein bisschen überzogen“, so Wirth, während die Stuttgarter Zeitung ihr Spiel als vorzüglich lobte. Sowohl Steinbichler und Brandt als auch Popistașu wurden für ihre Leistungen 2009 mit dem Adolf-Grimme-Preis ausgezeichnet.

## Filmografie
- 2004: Maria Stuart – Blut, Terror und Verrat (Gunpowder, Treason and Plot, Fernsehmehrteiler)
- 2004: Sex Traffic (Fernsehmehrteiler)
- 2005: Crash Test Dummies
- 2006: Legături bolnăvicioase (Kranke Liebe)
- 2007: Man zkt vrouw
- 2008: Midnight Man (Fernsehmehrteiler)
- 2008: Die zweite Frau
- 2010: Einmal im Herbst... (Kurzfilm)
- 2010: Marti, dupa craciun
- 2011: Das Blaue vom Himmel
- 2015: Un etaj mai jos
- 2018: Die Möwe (Pescarusul, Kurzfilm, auch Drehbuch und Regie)
- 2018: Alice T.
- 2019: Heidi
- 2020: Majority (Kurzfilm)
- 2020: Otto Barbarul
- 2020: Mia isi rateaza razbunarea
- 2020: Kaimos (Kurzfilm)
- 2021: Întregalde
- 2023: Taximetristi
- 2024: Ink Wash

## Auszeichnungen
Adolf-Grimme-Preis
- 2009: für Die zweite Frau (gemeinsam mit Matthias Brandt und Hans Steinbichler)

Anonimul International Film Festival
- 2006: Spezialpreis der Jury für ihre Darstellung in Legături bolnăvicioase

Internationale Filmfestspiele Berlin
- 2007: Shooting Star

Gemini Award
- 2005: Beste Nebendarstellerin in einem Dramatischen Programm oder Fernsehmehrteiler für Sex Traffic (1. Teil)